# Sphingomorpha sipyla
Sphingomorpha sipyla är en fjärilsart som beskrevs av Achille Guenée 1852. Sphingomorpha sipyla ingår i släktet Sphingomorpha och familjen nattflyn. Inga underarter finns listade i Catalogue of Life.